# Loi sur l'assurance automobile
La Loi sur l'assurance automobile est une loi québécoise qui régit le domaine de l'assurance automobile.
L'une des dispositions les plus importantes de cette loi est l'art. 83.57 LAA, qui créé un régime d'assurance sans égard à la faute en matière de préjudice corporel. Cela signifie qu'on ne peut pas directement poursuivre la personne qui a causé le préjudice corporel avec une automobile, il faut plutôt s'en remettre au régime d'indemnisation public de la Société de l'assurance automobile du Québec.
L'arrêt Westmount (Ville) c. Rossy de la Cour suprême du Canada a notamment souligné que l'article 1 de cette loi crée une notion très large d'accident automobile. La simple utilisation ou conduite du véhicule en tant que véhicule suffit pour que la loi s'applique. Dans l'arrêt Rossy, la famille de la victime voulait poursuivre la ville de Westmount car un arbre appartenant à la ville était tombé sur un automobiliste, le tuant sur le coup, alors que sa voiture circulait sur la voie publique, mais la Cour suprême a rejeté la poursuite au motif de cette interprétation large d'accident automobile.  